# Paastriduüm
Het paastriduüm (Latijn: Triduum Paschale) of Triduum Sacrum is een periode van drie dagen, die het liturgisch hoogtepunt vormt in het kerkelijk jaar. Het paastriduüm begint traditioneel met de avondmis van Witte Donderdag en loopt tot en met de vespers van paaszondag. Ook Goede Vrijdag en Stille Zaterdag maken deel uit van het paastriduüm. In veel oosters-orthodoxe, katholieke en liturgische protestantse kerken is er elk van deze dagen een samenkomst met eigen karakter. Deze momenten in de Stille of Goede Week, van de avondmaals-/eucharistieviering op Witte Donderdag tot en met de Paaswake in de Paasnacht, vormen van oudsher samen één viering of kerkdienst gespreid over drie dagen (donderdag tot en met zaterdag). In deze periode wordt het lijden, de kruisdood en de verrijzenis van Jezus Christus herdacht, zoals beschreven in de canonieke evangeliën. Het Latijnse woord triduum betekent letterlijk een periode van drie dagen. 